# Wałentyn Sapronow
Wałentyn Hawryłowycz Sapronow, ukr. Валентин Гаврилович Сапронов, ros. Валентин Гаврилович Сапронов, Walentin Gawriłowicz Sapronow (ur. 23 stycznia 1932, zm. 17 maja 2019) – ukraiński piłkarz, grający na pozycji napastnika, trener piłkarski.

## Kariera piłkarska

### Kariera klubowa
W 1952 rozpoczął karierę w Szachtarze Donieck, w którym występował przez 12 sezonów. W latach 1959–1961 pełnił również funkcje kapitana drużyny. W Klasie A Mistrzostw ZSRR rozegrał 205 meczów i strzelił 27 goli. W 1963 zakończył karierę piłkarską.

## Kariera trenerska
Po zakończeniu kariery zawodniczej rozpoczął prace trenerską. Przez pewien czas pomagał trenować Szachtar Donieck. Również pracował na stanowisku dziekana wydziału kultury fizycznej w Państwowym Uniwersytecie w Doniecku. Zmarł 17 maja 2019.

## Sukcesy i odznaczenia

### Sukcesy klubowe
- zdobywca Pucharu ZSRR: 1961, 1962

### Odznaczenia
- tytuł Mistrza Sportu ZSRR: 1959
- tytuł Zasłużonego Mistrza Sportu ZSRR: 1963 (jedyny z piłkarzy Szachtara Donieck w okresie radzieckim)
- Order „Za zasługi” III klasy: 2011[3]